# Радибуш
Радибуш (на македонска литературна норма: Радибуш) е село в Северна Македония, в община Ранковце.

## География
Селото е разположено в областта Славище на 2 километра северно от общинския център Ранковце.

## История

### Етимология
Според академик Иван Дуриданов първоначалната форма е Радибоужда, което е притежателно прилагателно със суфикс jā, женски род (според вьсь, женски род „село“) от личното име *Радибуд.
Според Йордан Заимов първоначалната форма е Радибѹждь.

### Средновековие
Село Горно Радибужд (И Радибоуждоу Горню) е споменато в грамота на цар Стефан Душан от XIV век.

### В Османската империя
В 1683 година патриарх Арсений III Черноевич споменава в дневника си село Радибужд (въ сєло Радибѹждь).
В края на XIX век Радибуш е голямо българско село в Кривопаланска каза на Османската империя. Църквата „Света Параскева“ („Света Петка“) е от 1859 година. Според статистиката на Васил Кънчов („Македония. Етнография и статистика“) от 1900 година Радибуш е населявано от 860 жители българи християни и 40 цигани.
Цялото християнско население на селото е под върховенството на Българската екзархия. По данни на секретаря на екзархията Димитър Мишев („La Macédoine et sa Population Chrétienne“) в 1905 година в Радибуш има 960 българи екзархисти и в селото функционира българско училище.
През декември 1906 година селото (общо 127 къщи) е принудено от сръбската пропаганда да се откаже от Екзархията и е обявено за сръбско. Местният свещеник е убит от сръбски четници и на негово място скопският сръбски митрополит ръкополага собствения му син. През юли 1908 година, след Младотурската революция, Радибуш отново става екзархийско село. На 8 септември 1909 година българският свещеник в Радибуш поп Арсо е убит от сърбоманите Мило Филипов от Радибуш, Стойчо Димитров от Станча и Стефан Стойков и Ангел Тасев от Гулинци.
В 1910 година, при съдействието и на турските власти, 14 къщи от селото (от общо 130) стават сърбомански.
По време на Първата световна война Радибуш има 888 жители.
По време на българското управление във Вардарска Македония в годините на Втората световна война, Величко Д. Златков е български кмет на Радибуш от 7 ноември 1941 година до 9 юни 1942 година. След това кметове са  Владимир Ив. Секираров от Куманово (22 юни 1942 - 19 ноември 1943) и Благой Ст. Андреев от Теарце (18 февруари 1944 - 12 август 1944).
Според преброяването от 2002 година селото има 157 жители.
| Националност     | Всичко |
| северномакедонци | 156    |
| албанци          | 0      |
| турци            | 0      |
| роми             | 0      |
| власи            | 0      |
| сърби            | 0      |
| бошняци          | 0      |
| други            | 1      |

## Личности
Родени в Радибуш
- Арсо Цветков, български революционер от ВМОРО, четник на Димитър Кирлиев[11]
- Йосиф Пенов Биджо (или Пешев), български революционер, паланечки войвода на ВМОРО[12]
- Йосиф Спасев, български революционер, четник на Трайко Павлов в 1914 година[13]
- Кире Ангелов, български революционер от ВМОРО, четник на Петко Стефанов в 1915 година[14]
- Мите Джелепче (? - 1915), български революционер от ВМОРО, четник на Петко Стефанов в 1915 година, загинал в сражение[14]
- Стефан Ангелов, македоно-одрински опълченец, четата на Трайко Павлов, носител на орден „За храброст“ ІV степен[15]
- Стефан Анчин, македоно-одрински опълченец, 24-годишен, четата на Трайко Павлов[16]
- Стойчо Ангелов, македоно-одрински опълченец, 2 рота на 2 скопска дружина[15]
- Трайко Петков, български революционер от ВМОРО, четник на Коце Алексиев[17]
- Трайко Стефанов, български революционер от ВМОРО, четник на Димитър Кирлиев[11]
- Яким Цветанов (1878 – 1973), български строителен предприемач

Починали в Радибуш
- Стоян Параспуров (? – 1907), деец на ВМОРО